# 玛丽亚姆·纳巴坦齐
玛丽亚姆·纳巴坦齐·巴比里耶（Mariam Nabatanzi Babirye），大約出生於1980年， 也被稱為烏干達媽媽（Maama Uganda 或 Mother Uganda），是一名因生下 44 個孩子而聞名的烏干達婦女，因，其中 38 位仍然活著  截至 2023 年 4 月，她最大的孩子 31 岁，最小的孩子 6 岁。  2015 年，報導稱她的丈夫無力撫養這麼多孩子而拋棄了這個家庭。  
巴比里耶大約出生於 1980 年，在12歲時被迫結婚並在 13 歲時生下了第一個孩子。到36歲時，她一共生了44個孩子，其中包括三個四胞胎，四個三胞胎，六個双胞胎，共十五胎。這是因為一種罕見的遺傳問題導致過度排卵。 2019 年，巴比里耶接受了節育手術。 

## 生平簡介
巴比里耶表示她的母親在她出生三天後拋棄了她的家人和五個兄弟。 當巴比里耶七歲的時候，她的繼母在她兄長的食物中摻入了碎玻璃，導致他們全部死亡；當時巴比里耶出門拜訪親戚而活下來。 
1993 年，12 岁的巴比里耶嫁给了一名有暴力倾向的 40 岁男子，該男子為一夫多妻。  她的公公给了她家一块土地来维持生计。13岁时，她生了一对双胞胎，两年后生了三胞胎，一年半后又生了四胞胎。 她并不觉得这很奇怪，因为在她的家庭中，多胞胎很常见，她说： 
我的父親與多名女性生下了45個小孩，通通都是五胞胎、四胞胎、三胞胎，或雙胞胎。——Mariam Nabatanzi
在她第六次生產後，她向醫生諮詢節育問題。醫生說「試圖阻止她再生產，將導致她早逝。」  23 歲時，她已經有了 25 個孩子，但被建議繼續生產，因為「（她的）卵巢指數仍然偏高。」 
2015年，巴比里耶的丈夫因無力撫養 42 個孩子而拋棄了家庭 ，留下她與腹中的雙胞胎；後來，他賣掉了巴比里耶和孩子們所居的住處。她和孩子們由她的祖母收留，她的祖母去世後，其他親戚允許她留居。截至 2023 年 4 月，她尚未付清款項以取得住處的所有權。 
根据穆拉戈国家专科医院妇科医生查尔斯·基贡杜 (Charles Kiggundu) 的說明，巴比里耶在經由剖腹产生下最后一对双胞胎后，接受了输卵管结扎手术以節育。這對雙胞胎中的一名男孩在分娩時死亡；這是她最新近的去世的孩子。 

## 居住狀況
巴比里耶和家人共計 60 多人，包括她的媳婦、孫子和媳婦，住在烏干達中部穆科诺区的卡萨沃（Kasawo）村。 他們的生活大部分依賴捐贈的食物、床鋪和其他必需品；巴比里耶兼職做裁縫、草药师和髮型师。    
巴比里耶與家人住在五棟水泥磚造鐵皮屋，該建築群共有 17 間房間，其中 15 間是臥室，2 間是客廳和餐廳。 其中九間臥室沒有床，另外六間臥室共有八張双层床，其中四張無法使用。其餘四張床可供 24 位兒童睡在床墊上。  

## 未來計劃
根據《烏干達時報》報道，巴比里耶希望獲得 500 万乌干达先令（约 1,400 美元）來償還其住宅的剩餘款項給她祖母的親戚，以取得完整所有權。 
她也希望購買新的鐵皮來更換漏水的屋頂、二十五張新的雙層床和六十六張新的床墊，讓每個人都能有自己的床。此外，她還計劃購買一些土地，與家人一起種植作物和飼養動物，以使全家能經濟自主，並開設餐廳、婚紗沙龍和活動管理服務公司，為她的孩子們提供就業機會。 

## 註記
1. ↑  6位小孩死亡